# Trčenje v zraku na Potomacu (2025)
29. januarja 2025 je redni notranji potniški let 5342 American Eagle   let, ki ga je opravljalo potniško letalo Bombardier CRJ700, v zraku trčil v helikopter ameriške vojske Sikorsky VH-60M Black Hawk na končnem priletu na državno letališče Ronald Reagan Washington v Washingtonu, D.C. Oba zrakoplova sta po trčenju padla v reko Potomac, pri čemer je umrlo skupaj vseh 67 ljudi v obeh zrakoplovih. Let 5342 je upravljala družba PSA Airlines, hčerinska družba v 100-odstotni lasti skupine American Airlines. Vzletel je z državnega letališča Wichita Dwight D. Eisenhower v Wichiti v Kansasu. Helikopter je bil na šolskem letu z vojaškega letališča Davison v okrožju Fairfax v Virginiji.

## Zrakoplova in njuni posadki

### Zrakoplova
Let 5342 družbe American Eagle je opravljalo 20 let staro letalo serije Bombardier CRJ700, ki je regionalno reaktivno letalo, ki se običajno uporablja za lete na kratke in srednje razdalje. Letalo je imelo konfiguracijo CRJ701ER, ki prinaša več sedežev in večji doseg. Izdelano je bilo septembra 2004, registrirano kot N709PS in je bilo decembra 2013 po združitvi družb US Airways in American Airlines preneseno na družbo PSA Airlines, ki ga je upravljala pod blagovno znamko American Eagle. Let se je začel v Wichiti v Kansasu in je bil na poti na državno letališče Ronald Reagan Washington. Ob vzletu letala v Wichiti o nepravilnostih niso poročali.
Udeleženi helikopter je bil Sikorsky VH-60M Black Hawk ameriške vojske, registriran s številko 00-26860. Pripadal je B četi 12. zračnega bataljona, ki je nastanjen v Fort Belvoirju. Helikopter je bil konfiguriran kot „Gold Top“, ki se uporablja za prevoz visokih ameriških uradnikov, njegov klicni znak je bil PAT25, ki označuje prednostni zračni prevoz. V helikopterju ni bilo visokih uradnikov. Helikopter je bil na šolskem letu z letališča Davison.

### Potniki in posadka
Na letalu je bilo 60 potnikov in štirje člani posadke, v helikopterju pa so bili trije vojaki.
Pilot Bombardiera Jonathan Campos je bil pri letalski družbi zaposlen šest let, prvi častnik Samuel Lilley pa dve leti. Lilley je bil doma iz Richmond Hilla v Georgii, maturiral je na tamkajšnji Visoki šoli Richmond Hill in diplomiral na Georgia Southern University. Združenje stevardes je sporočilo, da sta bila na letu 5342 dva njihova člana.
V helikopterju je bila posadka treh pripadnikov vojske, vključno s kapitanom, višjim vodnikom in nadnarednikom.

## Trčenje
Manj kot 30 sekund pred trčenjem je kontrolor zračnega prometa ob 20.47 po lokalnem času posadko helikopterja vprašal, če vidijo let 5342. Posadka je potrdila vizualni stik in zahtevala vizualno ločitev od letala, kar pomeni, da bo posadka sama vzpostavila in vzdrževala ločitev od letala, kontrolor pa je zahtevo odobril. Čez nekaj trenutkov je kontrolor helikopterju naročil, naj se umakne letu 5342. Letali sta trčili na višini manj kot 91 m, pri čemer je letalo ob trku letelo s hitrostjo 206 km/h (111 kn), helikopter pa je eksplodiral in padel v reko Potomac. Radijski transponder letala CRJ700 je z oddajanjem prenehal približno 730 m pred pristajalno stezo 33, na kateri je nameravalo pristati.
Trčenje je posnela spletna kamera v Centru uprizoritvenih umetnosti Johna F. Kennedyja, drugi videoposnetek pa je pokazal kratko ognjeno sled. Priče so poročale, da se je letalo ob trku razpolovilo, helikopter pa je padel z glavo navzdol blizu letala. Pilot tretjega letala, ki ni sodelovalo v nesreči, je kontrolorju zračnega prometa potrdil trčenje, in poročal, da je na zadnjem priletu videl plamene z nasprotne strani Potomaca.
Sistem TCAS (Traffic Collision avoidance system), ki bi lahko pomagal preprečiti trke na višjih višinah, ne opozarja posadke na končnem priletu, ko so ta manj kot 300 m nad tlemi; tako se prepreči usmerjanje letala v trčenje s terenom ali drugim letalom.

### Umestitev
Ta nesreča je bila prva nesreča s smrtnim izidom za družbo American Airlines po nesreči leta 587 12. novembra 2001, prva nesreča s smrtnim izidom serije CRJ700 od njene uvedbe leta 2001 in prva večja nesreča komercialnega letala z več smrtnimi žrtvami v ZDA po letu 3407 družbe Colgan Air 12. februarja 2009. Bila je tudi prva nesreča v reki Potomac po letu 90 družbe Air Florida 13. januarja 1982.
Zračni prostor okoli letališča Reagan National Airport velja za enega najtežjih preletnih območij zaradi omejitev zračnega prostora na obeh straneh reke Potomac zaradi zaščite Washingtona in Pentagona. Prav tako je obremenjen zaradi prepletanja civilnih in vojaških letov na tem območju.
Vsi člani svetovalnega odbora za varnost v letalstvu so bili 21. januarja 2025, osem dni pred nesrečo, odpravljeni, saj so prejeli obvestilo, da ministrstvo ukinja članstvo v vseh svetovalnih odborih kot del »zavezanosti k odpravi zlorabe sredstev in zagotavljanju, da dejavnosti ministrstva za varnost letalstva dajejo prednost naši državni varnosti.«

### Intervencija
Na prizorišče je bilo napoteno reševalno osebje, vključno z enotami gasilcev in reševalcev iz okrožja Columbia (DC FEMS), metropolitanske policije, uprave letališč metropolitanskega Washingtona, državne policije Maryland ter druge enote lokalnih, državnih in zveznih agencij. Po besedah vodje DC FEMS Johna Donnellyja so bili reševalci o nesreči letala obveščeni ob 20.48. Prve enote so na kraj nesreče prispele ob 20.58 in so odkrile letalo v vodi.
Gasilski čolni in potapljači so iskali žrtve in preživele. Intervencijo so ovirali nizke temperature, močan veter, led in motna voda. Temperatura vode v bližini kraja nesreče je imela 2 °C. V pomoč pri intervenciji je iz marine Washington Sailing Marina izplulo več komercialnih jaht podjetja CityCruise. Uradniki so izjavili, da so prepričani, da jim bo uspelo iz letala izvleči vsa trupla. Do 07:48 po lokalnem času je bilo najdenih osemindvajset trupel, nato pa se je operacija iz reševanja preusmerila v izvlek.
Po trčenju je Nacionalno letališče Ronalda Reagana v Washingtonu prekinilo vse vzlete in pristanke, lete pa preusmerilo na bližnja letališča, vključno z mednarodnim letališčem Dulles, mednarodnim letališčem Baltimore/Washington in mednarodnim letališčem Richmond. Letališče je bilo zaprto do 30. januarja do 11.00, ko je bila odprta glavna vzletno-pristajalna steza 1/19.
Washingtonska metropolitanska prometna uprava je podaljšala prevoz na liniji Silver Line, da bi pomagala potnikom, katerih leti so bili preusmerjeni na mednarodno letališče Dulles, in poslala ogrevane avtobuse pripadnikom intervencije.

## Žrtve
Prve smrtne žrtve so oblasti potrdile po treh urah od nesreče. Do 2.50 naslednjega dne zjutraj o preživelih niso poročali, iskalne in reševalne operacije pa so bile opisane kot „vse bolj mračne“. Kansaški senator Roger Marshall je dejal, da je vseh 67 ljudi domnevno mrtvih, kar se je kasneje tudi potrdilo.
Med potniki je bilo več ameriških drsalcev, osebja in družinskih članov, ki so se vračali z državnega razvojnega tabora, ki je potekal v povezavi z ameriškim prvenstvom v drsanju leta 2025 v Wichiti v Kansasu. Na letalu je bilo tudi šest članov bostonskega drsalnega kluba, med njimi dva najstnika, njuni materi in dva trenerja mednarodnih prvakov. Med potniki sta bila tudi trenerja Evgenija Šiškova in Vadim Naumov, svetovna prvaka v umetnostnem drsanju med dvojicami iz leta 1994, ter trikratna prvakinja v umetnostnem drsanju in trenerka Inna Voljanskaja. Z umetnostnim drsanjem je bilo morda povezanih kar 15 potnikov.
Štirje potniki so bili člani sindikata UA Steamfitters Local 602.

## Preiskava
Preiskavo trčenja so izvedli Nacionalni odbor za varnost v prometu (NTSB), Zvezna uprava za letalstvo (FAA), Ministrstvo za obrambo ZDA in ameriška vojska. NTSB je pripravil preiskovalno skupino, ki jo je poslal na kraj nesreče. Zvezni preiskovalni urad (FBI) je prav tako izrazil pripravljenost pomagati pri preiskavi, čeprav ni bilo znakov o terorizmu ali kriminalnih dejavnostih.
Trup leta 5342 so našli obrnjen na glavo v treh delih reke. Iskanje razbitin je bilo podaljšano do mostu Woodrow Wilson, pet kilometrov južno od Reaganovega letališča.